# Austin Apache
Austin Apache (w Hiszpanii Austin Victoria) – kompaktowy samochód osobowy produkowany przez południowoafrykański oddział brytyjskiej firmy Leyland Motors, Leykor, w latach 1971–1978. Dostępny był wyłącznie jako 4-drzwiowy sedan. Do napędu używano silników R4 o pojemności 1,3 litra i mocy od 63 do 75 KM. Napęd przenoszony był na oś przednią poprzez 4-biegową manualną bądź 3-biegową automatyczną skrzynię biegów.

## Dane techniczne

### Silnik
- R4 1,3 l (1275 cm³), 2 zawory na cylinder, OHV
- Układ zasilania: gaźnik
- Średnica cylindra × skok tłoka: 70,61 × 81,28 mm
- Stopień sprężania: 9,0:1 / 9,75:1
- Moc maksymalna: 63-75 KM (46-55 kW) przy 5250 (5800) obr./min
- Maksymalny moment obrotowy: 94-108 N·m przy 2500 (3500) obr./min

### Osiągi
- Przyspieszenie 0-100 km/h: 20,1 s (słabsza wersja)
- Prędkość maksymalna: 137–155 km/h

### Pozostałe
- Opony: 145 SR12 / 155 HR12

## Poziom sprzedaży w Afryce
| Wersja  | Apache | Apache TC | Łącznie |
| ------- | ------ | --------- | ------- |
| 1971    | 455    | –         | 455     |
| 1972    | 3908   | –         | 3908    |
| 1973    | 4607   | 649       | 5256    |
| 1974    | 3725   | 857       | 4582    |
| 1975    | 3356   | 675       | 4031    |
| 1976    | 1830   | 517       | 2347    |
| 1977    | 749    | 236       | 985     |
| 1978    | 49     | 42        | 91      |
| Łącznie | 18.679 | 2976      | 21.655  |

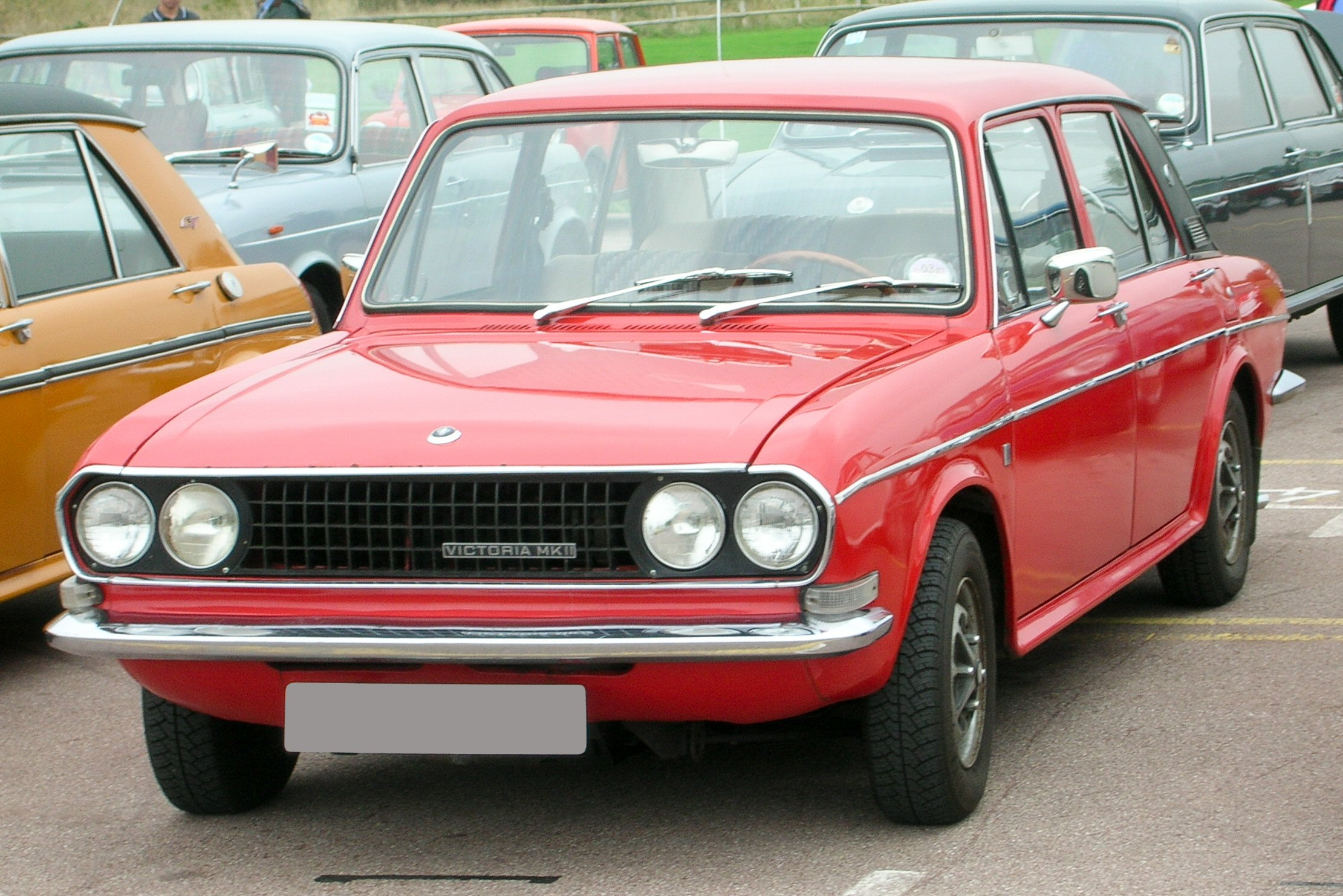
Austin Victoria Mk II De Luxe z 1973 roku
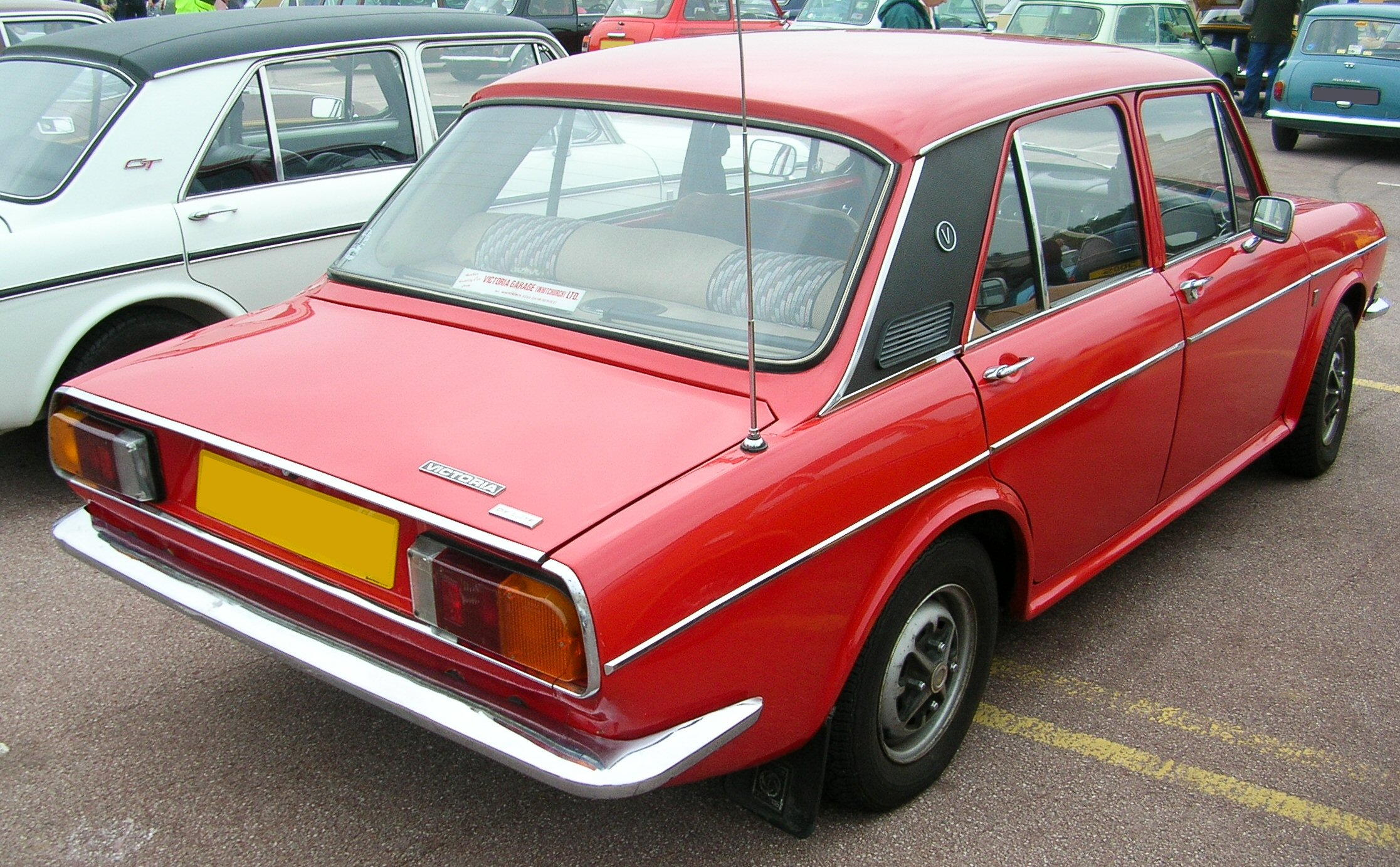
Austin Victoria Mk II De Luxe z 1973 roku